# Кубок Англії з футболу 1995—1996
Кубок Англії з футболу 1995—1996 — 115-й розіграш найстарішого футбольного турніру у світі, Кубка виклику Футбольної Асоціації, також відомого як Кубок Англії.

## Кваліфікаційні раунди
Усі клуби, що беруть участь у змаганнях, але не грають Прем'єр-лізі або в Чемпіоншипі повинні пройти кваліфікаційні раунди.

## Перший раунд
На цій стадії турніру починають грати клуби з Першої та Другої ліг.
| Дата                      | Господарі                | Рахунок      | Гості                    |
| ------------------------- | ------------------------ | ------------ | ------------------------ |
| 10 листопада              | Бернлі                   | 1:3          | Волсолл                  |
| 11 листопада              | Торкі Юнайтед            | 1:0          | Лейтон Орієнт            |
| 11 листопада              | Телфорд Юнайтед          | 2:1          | Віттон Альбіон           |
| 11 листопада              | Свіндон Таун             | 4:1          | Кембридж Юнайтед         |
| 11 листопада              | Стокпорт Каунті          | 5:0          | Лінкольн Сіті            |
| 11 листопада              | Спеннімур Юнайтед        | 0:1          | Колуїн-Бей               |
| 11 листопада              | Слау Таун                | 0:2          | Плімут Аргайл            |
| 11 листопада              | Шрусбері Таун            | 11:2         | Мейрін                   |
| 11 листопада              | Скарборо                 | 0:2          | Честерфілд               |
| 11 листопада              | Рашден енд Даймондс      | 1:3          | Кардіфф Сіті             |
| 11 листопада              | Ранкорн                  | 1:1          | Віган Атлетік            |
| 21 листопада Перегравання | Віган Атлетік            | 4:2          | Ранкорн                  |
| 11 листопада              | Рочдейл                  | 5:3          | Ротергем Юнайтед         |
| 11 листопада              | Оксфорд Юнайтед          | 9:1          | Дорчестер Таун           |
| 11 листопада              | Нортвіч Вікторія         | 1:3          | Сканторп Юнайтед         |
| 11 листопада              | Нортгемптон Таун         | 1:0          | Хейз                     |
| 11 листопада              | Ньопорт                  | 1:1          | Енфілд                   |
| 21 листопада Перегравання | Енфілд                   | 2:1          | Ньопорт                  |
| 11 листопада              | Менсфілд Таун            | 4:2          | Донкастер Роверз         |
| 11 листопада              | Кінгстоніан              | 5:1          | Візбіч Таун              |
| 11 листопада              | Кіддермінстер Гарріерз   | 2:2          | Саттон Юнайтед           |
| 21 листопада Перегравання | Саттон Юнайтед           | 1:1 пен. 3:2 | Кіддермінстер Гарріерз   |
| 11 листопада              | Галл Сіті                | 0:0          | Рексем                   |
| 21 листопада Перегравання | Рексем                   | 0:0 пен. 3:1 | Галл Сіті                |
| 11 листопада              | Гітчін Таун              | 2:1          | Бристоль Роверз          |
| 11 листопада              | Герефорд Юнайтед         | 2:1          | Стівенідж Боро           |
| 11 листопада              | Гартліпул Юнайтед        | 2:4          | Дарлінгтон               |
| 11 листопада              | Фулгем                   | 7:0          | Свонсі Сіті              |
| 11 листопада              | Ексетер Сіті             | 0:1          | Пітерборо Юнайтед        |
| 11 листопада              | Грейвзенд енд Нортфліт   | 2:0          | Колчестер Юнайтед        |
| 11 листопада              | Кіндерфорд Таун          | 2:1          | Бромсгроув Роверз        |
| 11 листопада              | Карлайл Юнайтед          | 1:2          | Престон Норт-Енд         |
| 11 листопада              | Бері                     | 0:2          | Блайт Спартанс           |
| 11 листопада              | Брентфорд                | 1:1          | Фарнборо Таун            |
| 22 листопада Перегравання | Фарнборо Таун            | 0:4          | Брентфорд                |
| 11 листопада              | Бредфорд Сіті            | 4:3          | Бертон Альбіон           |
| 11 листопада              | Борнмут                  | 0:0          | Бристоль Сіті            |
| 21 листопада Перегравання | Бристоль Сіті            | 0:1          | Борнмут                  |
| 11 листопада              | Богнор Ріджіс Таун       | 1:1          | Ашфорд Юнайтед           |
| 21 листопада Перегравання | Ашфорд Юнайтед           | 0:1          | Богнор Ріджіс Таун       |
| 11 листопада              | Блекпул                  | 2:1          | Честер Сіті              |
| 11 листопада              | Барроу                   | 2:1          | Нанітон Боро             |
| 11 листопада              | Барнет                   | 2:2          | Вокінг                   |
| 21 листопада Перегравання | Вокінг                   | 2:1 дч       | Барнет                   |
| 12 листопада              | Йорк Сіті                | 0:1          | Ноттс Каунті             |
| 12 листопада              | Кенві Айленд             | 2:2          | Брайтон енд Гоув Альбіон |
| 21 листопада Перегравання | Брайтон енд Гоув Альбіон | 4:1          | Кенві Айленд             |
| 13 листопада              | Вікем Вондерерз          | 1:1          | Джиллінгем               |
| 21 листопада Перегравання | Джиллінгем               | 1:0          | Вікем Вондерерз          |
| 22 листопада              | Олтрінгем                | 0:2          | Кру Александра           |

## Другий раунд
До другого раунду увійшли переможці першого раунду. 
| Дата                   | Господарі                | Рахунок      | Гості                    |
| ---------------------- | ------------------------ | ------------ | ------------------------ |
| 2 грудня               | Рексем                   | 3:2          | Честерфілд               |
| 2 грудня               | Торкі Юнайтед            | 1:1          | Волсолл                  |
| 12 грудня Перегравання | Волсолл                  | 8:4 дч       | Торкі Юнайтед            |
| 2 грудня               | Телфорд Юнайтед          | 0:2          | Ноттс Каунті             |
| 2 грудня               | Свіндон Таун             | 2:0          | Кардіфф Сіті             |
| 2 грудня               | Стокпорт Каунті          | 2:0          | Блайт Спартанс           |
| 2 грудня               | Сканторп Юнайтед         | 1:1          | Шрусбері Таун            |
| 12 грудня Перегравання | Шрусбері Таун            | 2:1          | Сканторп Юнайтед         |
| 2 грудня               | Рочдейл                  | 2:2          | Дарлінгтон               |
| 12 грудня Перегравання | Дарлінгтон               | 0:1          | Рочдейл                  |
| 2 грудня               | Пітерборо Юнайтед        | 4:0          | Богнор Ріджіс Таун       |
| 2 грудня               | Оксфорд Юнайтед          | 2:0          | Нортгемптон Таун         |
| 2 грудня               | Герефорд Юнайтед         | 2:0          | Саттон Юнайтед           |
| 2 грудня               | Джиллінгем               | 3:0          | Гітчін Таун              |
| 2 грудня               | Фулгем                   | 0:0          | Брайтон енд Гоув Альбіон |
| 14 грудня Перегравання | Брайтон енд Гоув Альбіон | 0:0 пен. 1:4 | Фулгем                   |
| 2 грудня               | Енфілд                   | 1:1          | Вокінг                   |
| 12 грудня Перегравання | Вокінг                   | 2:1          | Енфілд                   |
| 2 грудня               | Кру Александра           | 2:0          | Менсфілд Таун            |
| 2 грудня               | Кіндерфорд Таун          | 1:1          | Грейвзенд енд Нортфліт   |
| 14 грудня Перегравання | Грейвзенд енд Нортфліт   | 3:0          | Кіндерфорд Таун          |
| 2 грудня               | Бредфорд Сіті            | 2:1          | Престон Норт-Енд         |
| 2 грудня               | Борнмут                  | 0:1          | Брентфорд                |
| 2 грудня               | Блекпул                  | 2:0          | Колуїн-Бей               |
| 2 грудня               | Барроу                   | 0:4          | Віган Атлетік            |
| 2 грудня               | Кінгстоніан              | 1:2          | Плімут Аргайл            |

## Третій раунд
Переможці другого раунду зіграли з усіма командами з Прем'єр-ліги та Чемпіоншипу.
| Дата                  | Господарі               | Рахунок      | Гості                   |
| --------------------- | ----------------------- | ------------ | ----------------------- |
| 6 січня               | Вест Гем Юнайтед        | 2:0          | Саутенд Юнайтед         |
| 6 січня               | Вотфорд                 | 1:1          | Вімблдон                |
| 17 січня Перегравання | Вімблдон                | 1:0          | Вотфорд                 |
| 6 січня               | Волсолл                 | 2:0          | Віган Атлетік           |
| 6 січня               | Транмер Роверз          | 0:2          | Квінз Парк Рейнджерс    |
| 6 січня               | Свіндон Таун            | 2:0          | Вокінг                  |
| 6 січня               | Сток Сіті               | 1:1          | Ноттінгем Форест        |
| 17 січня Перегравання | Ноттінгем Форест        | 2:0          | Сток Сіті               |
| 6 січня               | Редінг                  | 3:1          | Джиллінгем              |
| 6 січня               | Плімут Аргайл           | 1:3          | Ковентрі Сіті           |
| 6 січня               | Пітерборо Юнайтед       | 1:0          | Рексем                  |
| 6 січня               | Ноттс Каунті            | 1:2          | Мідлсбро                |
| 6 січня               | Норвіч Сіті             | 1:2          | Брентфорд               |
| 6 січня               | Міллволл                | 3:3          | Оксфорд Юнайтед         |
| 16 січня Перегравання | Оксфорд Юнайтед         | 1:0          | Міллволл                |
| 6 січня               | Манчестер Юнайтед       | 2:2          | Сандерленд              |
| 16 січня Перегравання | Сандерленд              | 1:2          | Манчестер Юнайтед       |
| 6 січня               | Ліверпуль               | 7:0          | Рочдейл                 |
| 6 січня               | Лестер Сіті             | 0:0          | Манчестер Сіті          |
| 17 січня Перегравання | Манчестер Сіті          | 5:0          | Лестер Сіті             |
| 6 січня               | Іпсвіч Таун             | 0:0          | Блекберн Роверз         |
| 16 січня Перегравання | Блекберн Роверз         | 0:1 дч       | Іпсвіч Таун             |
| 6 січня               | Гаддерсфілд Таун        | 2:1          | Блекпул                 |
| 6 січня               | Герефорд Юнайтед        | 1:1          | Тоттенгем Готспур       |
| 17 січня Перегравання | Тоттенгем Готспур       | 5:1          | Герефорд Юнайтед        |
| 6 січня               | Грімсбі Таун            | 7:1          | Лутон Таун              |
| 6 січня               | Фулгем                  | 1:1          | Шрусбері Таун           |
| 16 січня Перегравання | Шрусбері Таун           | 2:1          | Фулгем                  |
| 6 січня               | Грейвзенд енд Нортфліт  | 0:3          | Астон Вілла             |
| 6 січня               | Кру Александра          | 4:3          | Вест-Бромвіч Альбіон    |
| 6 січня               | Чарльтон Атлетик        | 2:0          | Шеффілд Венсдей         |
| 6 січня               | Крістал Пелес           | 0:0          | Порт Вейл               |
| 16 січня Перегравання | Порт Вейл               | 4:3 дч       | Крістал Пелес           |
| 6 січня               | Бредфорд Сіті           | 0:3          | Болтон Вондерерз        |
| 6 січня               | Бірмінгем Сіті          | 1:1          | Вулвергемптон Вондерерз |
| 17 січня Перегравання | Вулвергемптон Вондерерз | 2:1          | Бірмінгем Сіті          |
| 6 січня               | Барнслі                 | 0:0          | Олдем Атлетік           |
| 23 січня Перегравання | Олдем Атлетік           | 2:1          | Барнслі                 |
| 6 січня               | Арсенал                 | 1:1          | Шеффілд Юнайтед         |
| 17 січня Перегравання | Шеффілд Юнайтед         | 1:0          | Арсенал                 |
| 7 січня               | Саутгемптон             | 3:0          | Портсмут                |
| 7 січня               | Евертон                 | 2:2          | Стокпорт Каунті         |
| 17 січня Перегравання | Стокпорт Каунті         | 2:3          | Евертон                 |
| 7 січня               | Дербі Каунті            | 2:4          | Лідс Юнайтед            |
| 7 січня               | Челсі                   | 1:1          | Ньюкасл Юнайтед         |
| 17 січня Перегравання | Ньюкасл Юнайтед         | 2:2 пен. 2:4 | Челсі                   |

## Четвертий раунд
У цьому раунді зіграли переможці попереднього етапу.
| Дата                   | Господарі               | Рахунок | Гості                   |
| ---------------------- | ----------------------- | ------- | ----------------------- |
| 27 січня               | Тоттенгем Готспур       | 1:1     | Вулвергемптон Вондерерз |
| 7 лютого Перегравання  | Вулвергемптон Вондерерз | 0:2     | Тоттенгем Готспур       |
| 27 січня               | Редінг                  | 0:3     | Манчестер Юнайтед       |
| 27 січня               | Евертон                 | 2:2     | Порт Вейл               |
| 14 лютого Перегравання | Порт Вейл               | 2:1     | Евертон                 |
| 28 січня               | Шеффілд Юнайтед         | 0:1     | Астон Вілла             |
| 29 січня               | Квінз Парк Рейнджерс    | 1:2     | Челсі                   |
| 6 лютого               | Гаддерсфілд Таун        | 2:0     | Пітерборо Юнайтед       |
| 7 лютого               | Вест Гем Юнайтед        | 1:1     | Грімсбі Таун            |
| 14 лютого Перегравання | Грімсбі Таун            | 3:0     | Вест Гем Юнайтед        |
| 7 лютого               | Саутгемптон             | 1:1     | Кру Александра          |
| 13 лютого Перегравання | Кру Александра          | 2:3     | Саутгемптон             |
| 7 лютого               | Ноттінгем Форест        | 1:1     | Оксфорд Юнайтед         |
| 13 лютого Перегравання | Оксфорд Юнайтед         | 0:3     | Ноттінгем Форест        |
| 7 лютого               | Мідлсбро                | 0:0     | Вімблдон                |
| 13 лютого Перегравання | Вімблдон                | 1:0     | Мідлсбро                |
| 7 лютого               | Ковентрі Сіті           | 2:2     | Манчестер Сіті          |
| 14 лютого Перегравання | Манчестер Сіті          | 2:1     | Ковентрі Сіті           |
| 7 лютого               | Чарльтон Атлетик        | 3:2     | Брентфорд               |
| 12 лютого              | Свіндон Таун            | 1:0     | Олдем Атлетік           |
| 13 лютого              | Іпсвіч Таун             | 1:0     | Волсолл                 |
| 14 лютого              | Болтон Вондерерз        | 0:1     | Лідс Юнайтед            |
| 18 лютого              | Шрусбері Таун           | 0:4     | Ліверпуль               |

## П'ятий раунд
На цьому етапі зіграли переможці попереднього раунду.
| Дата                   | Господарі         | Рахунок      | Гості             |
| ---------------------- | ----------------- | ------------ | ----------------- |
| 17 лютого              | Свіндон Таун      | 1:1          | Саутгемптон       |
| 28 лютого Перегравання | Саутгемптон       | 2:0          | Свіндон Таун      |
| 17 лютого              | Іпсвіч Таун       | 1:3          | Астон Вілла       |
| 17 лютого              | Гаддерсфілд Таун  | 2:2          | Вімблдон          |
| 28 лютого Перегравання | Вімблдон          | 3:1          | Гаддерсфілд Таун  |
| 18 лютого              | Манчестер Юнайтед | 2:1          | Манчестер Сіті    |
| 21 лютого              | Лідс Юнайтед      | 0:0          | Порт Вейл         |
| 27 лютого Перегравання | Порт Вейл         | 1:2          | Лідс Юнайтед      |
| 21 лютого              | Грімсбі Таун      | 0:0          | Челсі             |
| 28 лютого Перегравання | Челсі             | 4:1          | Грімсбі Таун      |
| 28 лютого              | Ноттінгем Форест  | 2:2          | Тоттенгем Готспур |
| 9 березня Перегравання | Тоттенгем Готспур | 1:1 пен. 1:3 | Ноттінгем Форест  |
| 28 лютого              | Ліверпуль         | 2:1          | Чарльтон Атлетик  |

## Шостий раунд
На цьому етапі зіграли переможці попереднього раунду.
| Дата                    | Господарі         | Рахунок | Гості        |
| ----------------------- | ----------------- | ------- | ------------ |
| 9 березня               | Челсі             | 2:2     | Вімблдон     |
| 20 березня Перегравання | Вімблдон          | 1:3     | Челсі        |
| 10 березня              | Лідс Юнайтед      | 0:0     | Ліверпуль    |
| 20 березня Перегравання | Ліверпуль         | 3:0     | Лідс Юнайтед |
| 11 березня              | Манчестер Юнайтед | 2:0     | Саутгемптон  |
| 13 березня              | Ноттінгем Форест  | 0:1     | Астон Вілла  |

## Півфінали
У півфіналах зіграли команди, що перемогли на попередньому етапі.
| Дата       | Господарі         | Рахунок | Гості       |
| ---------- | ----------------- | ------- | ----------- |
| 31 березня | Ліверпуль         | 3:0     | Астон Вілла |
| 31 березня | Манчестер Юнайтед | 2:1     | Челсі       |

## Фінал
| 11 травня 1996 |

| Манчестер Юнайтед | 1:0      | Ліверпуль |
| ----------------- | -------- | --------- |
| Кантона 85'       | Протокол |           |

| Вемблі, Лондон Глядачів: 79 007 Арбітр: Дермот Галлагер |